# レオニー・シュベルトマン
レオニー・シュベルトマン（Leonie Schwertmann、1994年1月12日 - ）は、ドイツの元女子バレーボール選手。ポジションはミドルブロッカー。元ドイツ代表。

## 来歴
2010年にUSC Münsterに入団した。2011年にトルコで開催された世界ユース選手権に出場し、5位となった。2013年のU23世界選手権に出場した。2014年にシニア代表に初選出され、同年のヨーロッパリーグでデビューした。

## 球歴
- ワールドグランプリ - 2015年、2016年、2017年

## 所属クラブ
- USC Münster（2010-2017年）
- Rote Raben Vilsbiburg（2017-2019年）
- Stade Français Paris St Cloud（2019-2020年）
- Ladies in Black Aachen（2020-2022年）